# 캐리어의 제약
캐리어의 제약(Carrier's constraint)은 공기를 들이마시는 척추동물이 이동을 할 때 두 개의 허파를 가지고 몸을 옆으로 구부린다면 움직이는 것과 숨쉬는 것을 동시에 하기 매우 힘들다는 관찰이다. 그 이유는:
- 옆으로 몸을 구부리면 한쪽 허파는 확장되고 다른쪽 허파는 수축된다.
- 이런 움직임은 새로운 공기를 들여마시기 위해 허파에서 공기를 내보내는 대신 한 쪽 허파에서 다른 쪽 허파로 공기를 이동시킨다.[1]

## 캐리어의 제약으로 생기는 결과
대부분의 도마뱀은 짧은 시간에 빨리 이동하고 오래 멈추어 있는 상태로 숨을 쉰다.
후기 트라이아스기에 캐리어의 제약을 가진 동물들은 더 효율적인 걸음을 진화시킨 이족보행 동물들에게 잡아먹혔다.

## 캐리어의 제약을 피하는 방법

### 부분적인 해결책
대부분의 뱀은 허파를 하나만 가지고 있다. 움직임과 숨쉬는 것을 동시에 할 수 있다는 것을 제외 하면 뱀이 이동할 때 이 허파가 어떻게 작동하는지는 알려져 있지 않다.
왕도마뱀은 목과 입바닥의 뼈와 근육을 이용하여 공기를 "삼켜" 스태미나를 증가시킨다.
악어는 "높은 걸음(high walk)"을 이용한다. 이것은 긴 거리를 이동하기 위해 다리를 직립시킴으로써 옆으로 몸을 구부리는 자세를 최소화한다. 악어가 제한적으로 직립이족보행을 하던 동물에서 진화했다는 것을 생각해 보면 이것은 캐리어의 제약을 극복하기 위한 적응이라기보다 과거의 행동이 남아있는 것일 수 있다.

### 완전한 해결책
새는 직립한 다리와 단단한 몸을 가졌으므로 이동할 때 몸을 옆으로 구부리지 않는다. 거기에 더해 많은 새들이 엉덩이를 흔들며 양쪽 허파를 동시에 공기를 공급하는 메카니즘을 가지고 있다.
대부분의 포유류들은 직립한 다리와 유연한 몸을 가지고 있어서 빠르게 이동할 때 몸을 수직으로 구부릴 수 있다. 이것은 양쪽 허파를 동시에 확장시키고 수축시켜 호흡을 돕는다.

## 반대증거
위에 설명된 모델과 달리 도마뱀은 이동 중에도, 심지어 유산소 범위를 넘어서도 숨을 쉬며 동맥혈에는 산소가 풍부하다.

## 같이 보기
- 진화생리학